# Ribarska Banja
Ribarska Banja (cyr. Рибарска Бања) – wieś w Serbii, w okręgu rasińskim, w mieście Kruševac. W 2011 roku liczyła 189 mieszkańców.